# Billy Name
Pour les articles homonymes, voir Name.
William Linich, Jr. dit Billy Name ou Billy Goat, né le 22 février 1940 à Poughkeepsie (New York) et mort le 18 juillet 2016, est un photographe américain, artiste, cinéaste, concepteur d'éclairage.
Il est l'auteur des premiers clichés de l'ère Warhol 1964-1970.

## Biographie

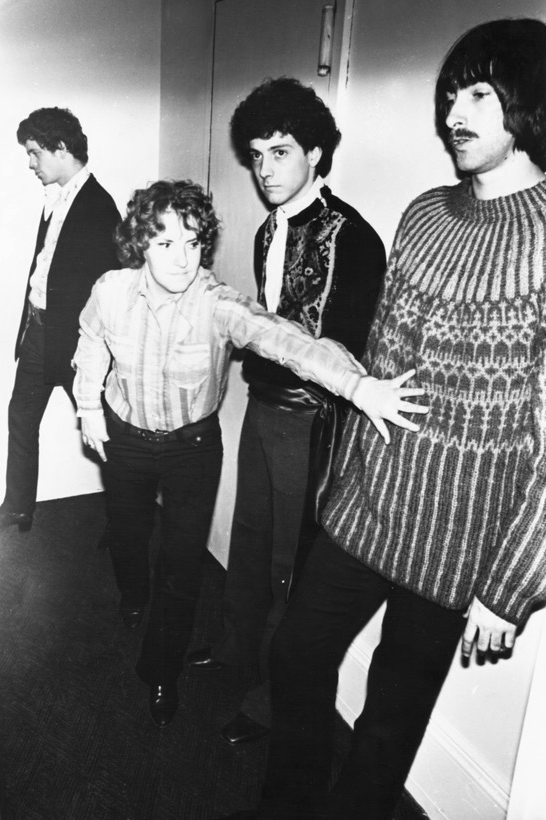
Le Velvet Underground par Billy Name (1968).

Sa brève romance, son amitié étroite et sa collaboration avec Andy Warhol influencent le travail, y compris les films, peintures et sculptures du célèbre artiste pop américain.
Billy Name contribue à l’imagerie de la première Factory de Warhol appelée aussi Silver Factory après qu'il en a entièrement recouvert les murs de peinture argentée et de feuille d'aluminium. Il y vivra jusqu'en 1970, souvent en reclus, et part en laissant un mot sur la porte ; « Andy, je ne suis plus là mais je vais bien ».
Parmi ses portraits pop art devenus aujourd’hui célèbres, on retrouve ceux d'Edie Sedgwick, Lou Reed et le Velvet Underground, Nico, Ultra Violet, Bob Dylan, Mary Woronov et de Warhol lui-même.

## Exposition collective
2010 : les Rencontres d'Arles (France).